# Bouloc-en-Quercy
Pour les articles homonymes, voir Bouloc et Quercy.
Bouloc-en-Quercy, nommée Bouloc avant le 10 février 2017, est une commune française, située dans le nord-ouest du département de Tarn-et-Garonne en région Occitanie.
Sur le plan historique et culturel, la commune est dans le Quercy Blanc, correspondant à la partie méridionale du Quercy, devant son nom à ses calcaires lacustres du Tertiaire.
Exposée à un climat océanique altéré, elle est drainée par la Séoune, la Petite Barguelonne et par divers autres petits cours d'eau. La commune possède un patrimoine naturel remarquable composé de deux zones naturelles d'intérêt écologique, faunistique et floristique.
Bouloc-en-Quercy est une commune rurale qui compte 189 habitants en 2022, après avoir connu un pic de population de 794 habitants en 1846.  Ses habitants sont appelés les Boulocois ou  Boulocoises.

## Géographie

### Localisation
Commune du Sud-Ouest de la France en pierres blanches, située dans le Quercy et plus précisément dans le Quercy Blanc. C'est une commune limitrophe avec le département du Lot.

### Communes limitrophes
La commune est limitrophe du département du Lot.
Les communes limitrophes sont  Belvèze, Lauzerte, Montcuq-en-Quercy-Blanc et Sainte-Juliette.
| Belvèze  | Montcuq-en-Quercy-Blanc (Lot) |                 |
|          | Bouloc-en-Quercy              | Sainte-Juliette |
| Lauzerte |                               |                 |

### Hydrographie

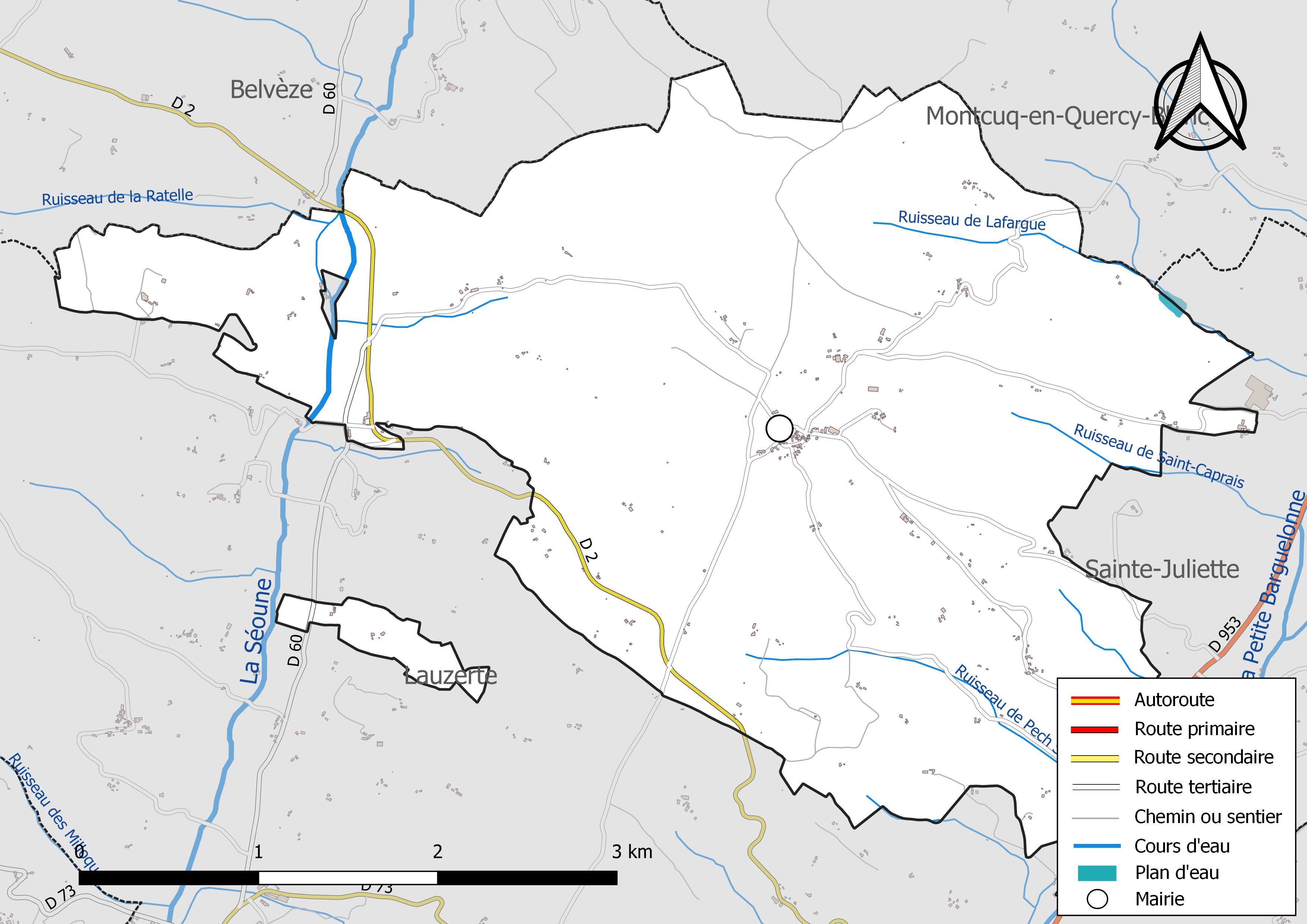
Réseaux hydrographique et routier de Bouloc-en-Quercy.

La commune est dans le bassin versant de la Garonne, au sein du bassin hydrographique Adour-Garonne. Elle est drainée par la Séoune, la Petite Barguelonne, un bras de la Séoune, le ruisseau de Lafargue, le ruisseau de la Ratelle, le ruisseau de Pech Sec, le ruisseau de Saint-Caprais et par divers petits cours d'eau, constituant un réseau hydrographique de 10 km de longueur totale,.
La Séoune, d'une longueur totale de 64,9 km, prend sa source dans la commune de Sauzet et s'écoule du nord-est au sud-ouest. Elle traverse la commune et se jette dans la Garonne à Sauveterre-Saint-Denis, après avoir traversé 24 communes.
La Petite Barguelonne, d'une longueur totale de 35,1 km, prend sa source dans la commune de Villesèque et s'écoule du nord-est au sud-ouest. Elle traverse la commune et se jette dans la Barguelonne à Montesquieu, après avoir traversé 11 communes.

### Climat
Pour des articles plus généraux, voir Climat de l'Occitanie et Climat de Tarn-et-Garonne.
En 2010, le climat de la commune est de type climat océanique altéré, selon une étude du Centre national de la recherche scientifique s'appuyant sur une série de données couvrant la période 1971-2000. En 2020, Météo-France publie une typologie des climats de la France métropolitaine dans laquelle la commune est toujours exposée à un climat océanique altéré et est dans la région climatique Aquitaine, Gascogne, caractérisée par une pluviométrie abondante au printemps, modérée en automne, un faible ensoleillement au printemps, un été chaud (19,5 °C), des vents faibles, des brouillards fréquents en automne et en hiver et des orages fréquents en été (15 à 20 jours).
Pour la période 1971-2000, la température annuelle moyenne est de 12,4 °C, avec une amplitude thermique annuelle de 15,7 °C. Le cumul annuel moyen de précipitations est de 840 mm, avec 11,5 jours de précipitations en janvier et 6,3 jours en juillet. Pour la période 1991-2020, la température moyenne annuelle observée sur la station météorologique de Météo-France la plus proche, « Lauzerte », sur la commune de Lauzerte à 5 km à vol d'oiseau, est de 13,6 °C et le cumul annuel moyen de précipitations est de 684,3 mm. 
La température maximale relevée sur cette station est de 41,1 °C, atteinte le 24 août 2023 ; la température minimale est de −12,3 °C, atteinte le 9 février 2012,,.
Les paramètres climatiques de la commune ont été estimés pour le milieu du siècle (2041-2070) selon différents scénarios d'émission de gaz à effet de serre à partir des nouvelles projections climatiques de référence DRIAS-2020. Ils sont consultables sur un site dédié publié par Météo-France en novembre 2022.

### Milieux naturels et biodiversité

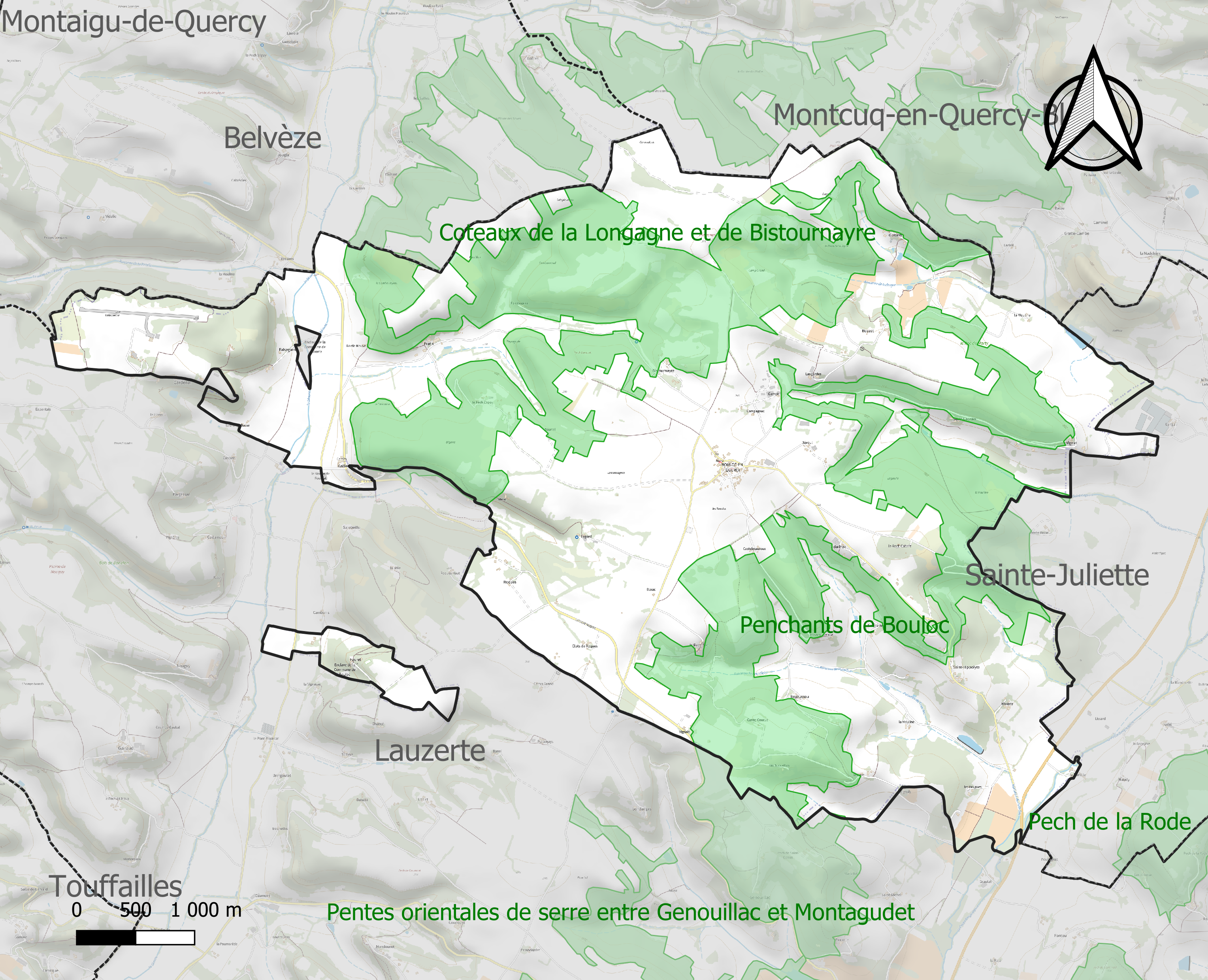
Carte des ZNIEFF de type 1 localisées sur la commune.

L’inventaire des zones naturelles d'intérêt écologique, faunistique et floristique (ZNIEFF) a pour objectif de réaliser une couverture des zones les plus intéressantes sur le plan écologique, essentiellement dans la perspective d’améliorer la connaissance du patrimoine naturel national et de fournir aux différents décideurs un outil d’aide à la prise en compte de l’environnement dans l’aménagement du territoire.
Deux ZNIEFF de type 1 sont recensées sur la commune :
les « coteaux de la Longagne et de Bistournayre » (493 ha), couvrant 5 communes dont deux dans le Lot et trois dans le Tarn-et-Garonne, et 
les « Penchants de Bouloc » (323 ha), couvrant 3 communes du département.

## Urbanisme

### Typologie
Au 1er janvier 2024, Bouloc-en-Quercy est catégorisée commune rurale à habitat très dispersé, selon la nouvelle grille communale de densité à sept niveaux définie par l'Insee en 2022.
Elle est située hors unité urbaine et hors attraction des villes,.

### Occupation des sols
L'occupation des sols de la commune, telle qu'elle ressort de la base de données européenne d’occupation biophysique des sols Corine Land Cover (CLC), est marquée par l'importance des territoires agricoles (81,1 % en 2018), une proportion identique à celle de 1990 (81,1 %). La répartition détaillée en 2018 est la suivante : 
terres arables (55 %), zones agricoles hétérogènes (21,6 %), forêts (18,9 %), prairies (4,5 %). L'évolution de l’occupation des sols de la commune et de ses infrastructures peut être observée sur les différentes représentations cartographiques du territoire : la carte de Cassini (XVIIIe siècle), la carte d'état-major (1820-1866) et les cartes ou photos aériennes de l'IGN pour la période actuelle (1950 à aujourd'hui).

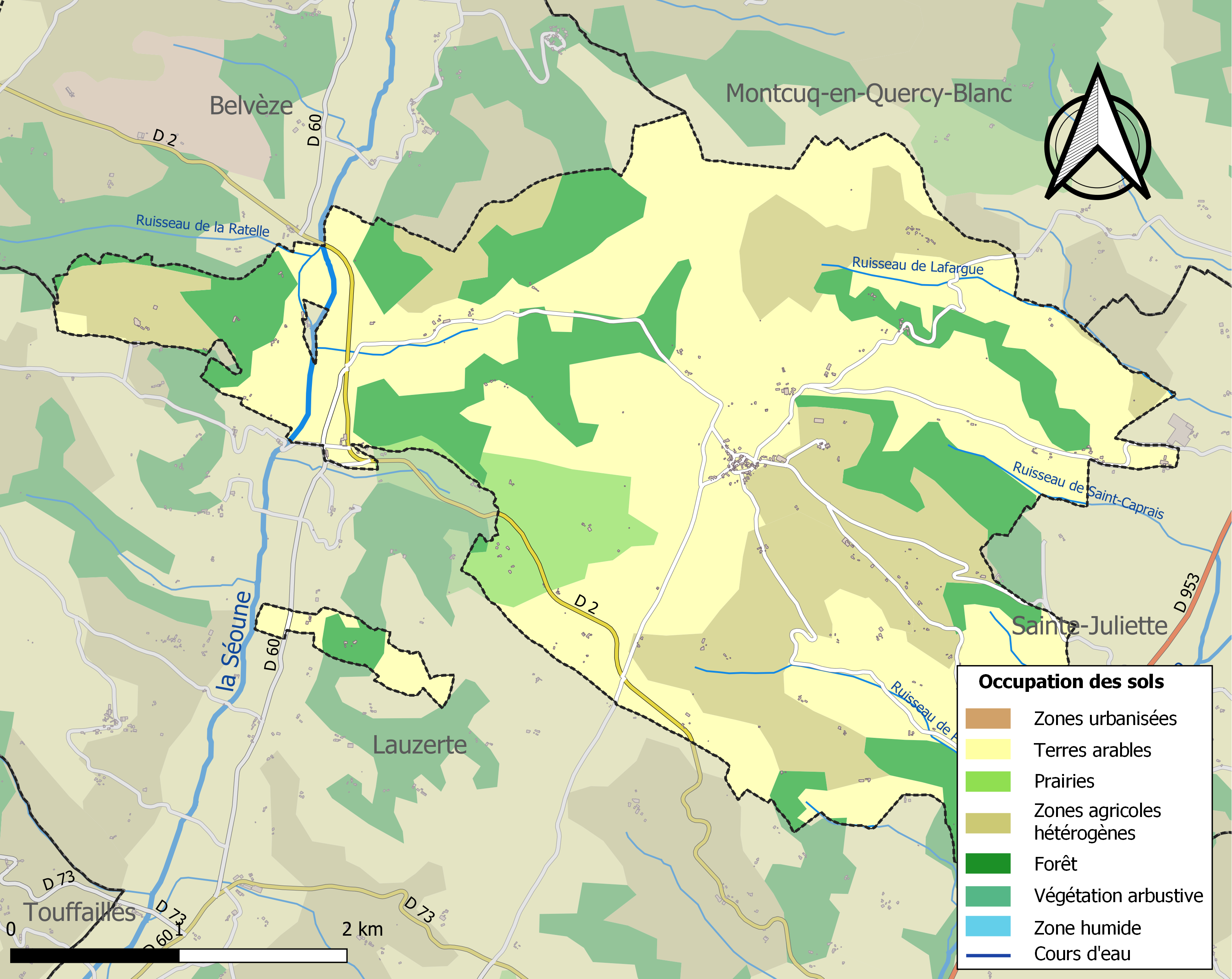
Carte des infrastructures et de l'occupation des sols de la commune en 2018 (CLC).

### Risques majeurs
Le territoire de la commune de Bouloc-en-Quercy est vulnérable à différents aléas naturels : météorologiques (tempête, orage, neige, grand froid, canicule ou sécheresse), inondations, mouvements de terrains et séisme (sismicité très faible). Il est également exposé à un risque technologique,  le transport de matières dangereuses. Un site publié par le BRGM permet d'évaluer simplement et rapidement les risques d'un bien localisé soit par son adresse soit par le numéro de sa parcelle.

#### Risques naturels
Certaines parties du territoire communal sont susceptibles d’être affectées par le risque d’inondation par débordement de cours d'eau, notamment la Séoune et la Petite Barguelonne. La cartographie des zones inondables en ex-Midi-Pyrénées réalisée dans le cadre du XIe Contrat de plan État-région, visant à informer les citoyens et les décideurs sur le risque d’inondation, est accessible sur le site de la DREAL Occitanie. La commune a été reconnue en état de catastrophe naturelle au titre des dommages causés par les inondations et coulées de boue survenues en 1982, 1999 et 2007,.
Bouloc-en-Quercy est exposée au risque de feu de forêt. Le département de Tarn-et-Garonne présentant toutefois globalement un niveau d’aléa moyen à faible très localisé, aucun Plan départemental de protection des forêts contre les risques d’incendie de forêt (PFCIF) n'a été élaboré. Le débroussaillement aux abords des maisons constitue l’une des meilleures protections pour les particuliers contre le feu,.

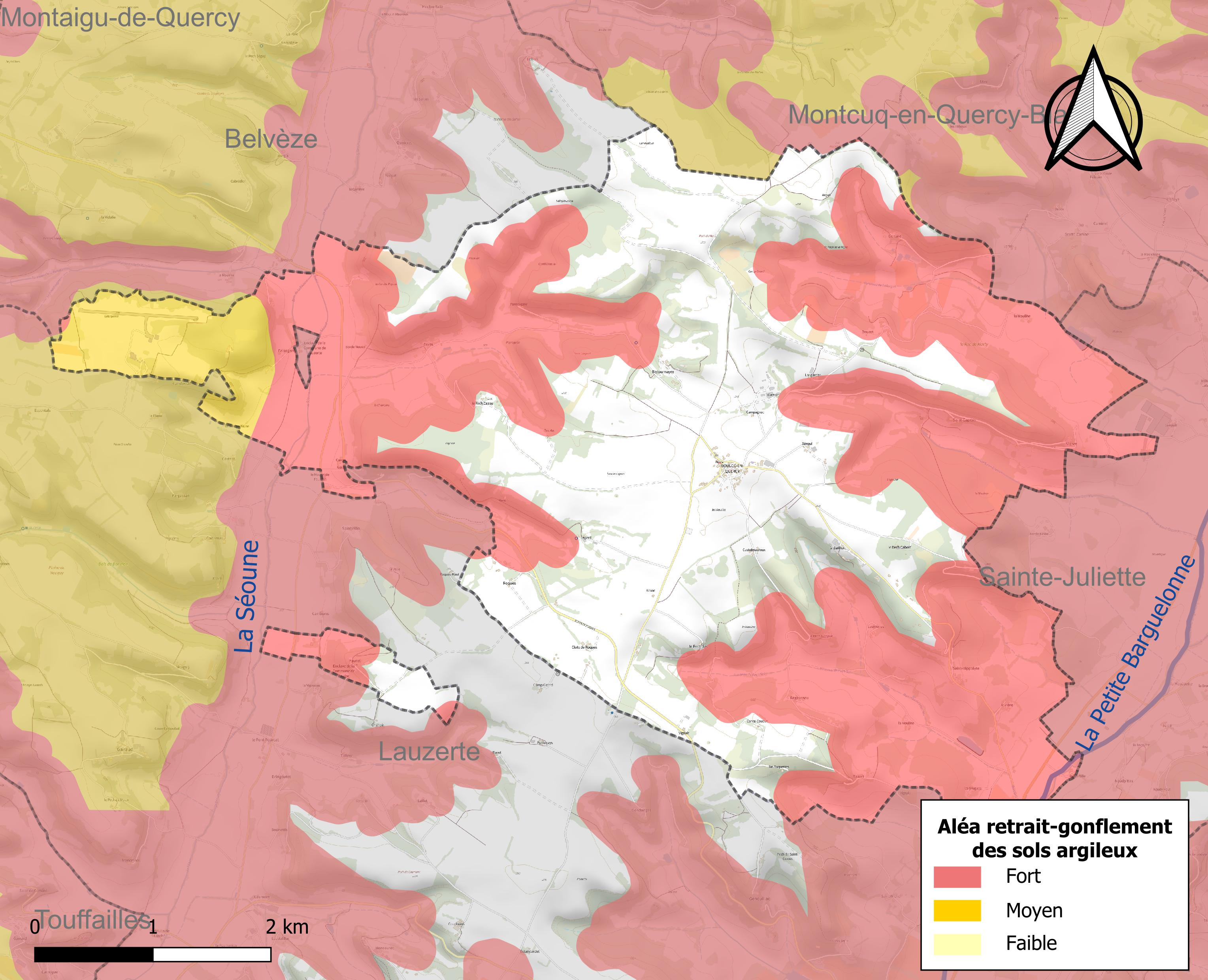
Carte des zones d'aléa retrait-gonflement des sols argileux de Bouloc-en-Quercy.

Les mouvements de terrains susceptibles de se produire sur la commune sont des glissements de terrain et des tassements différentiels.
Le retrait-gonflement des sols argileux est susceptible d'engendrer des dommages importants aux bâtiments en cas d’alternance de périodes de sécheresse et de pluie. 57 % de la superficie communale est en aléa moyen ou fort (92 % au niveau départemental et 48,5 % au niveau national). Sur les 132 bâtiments dénombrés sur la commune en 2019, 60 sont en aléa moyen ou fort, soit 45 %, à comparer aux 96 % au niveau départemental et 54 % au niveau national. Une cartographie de l'exposition du territoire national au retrait gonflement des sols argileux est disponible sur le site du BRGM,.
Par ailleurs, afin de mieux appréhender le risque d’affaissement de terrain, l'inventaire national des cavités souterraines permet de localiser celles situées sur la commune.
Concernant les mouvements de terrains, la commune a été reconnue en état de catastrophe naturelle au titre des dommages causés par la sécheresse en 2003 et 2012 et par des mouvements de terrain en 1999.

#### Risques technologiques
Le risque de transport de matières dangereuses sur la commune est lié à sa traversée par des infrastructures routières ou ferroviaires importantes ou la présence d'une canalisation de transport d'hydrocarbures. Un accident se produisant sur de telles infrastructures est susceptible d’avoir des effets graves sur les biens, les personnes ou l'environnement, selon la nature du matériau transporté. Des dispositions d’urbanisme peuvent être préconisées en conséquence.

## Toponymie
Bou- représente l'altération de bon « bon » et loc « lieu » en gascon, d'où le sens global de « bon lieu », c'est-à-dire « lieu agréable » ou « lieu propice ».
Homonymie avec les Bonlieu (Jura, [Conventui] Boni Loci 1319; Drôme, Bonus locus 1170), Bouloc (Haute-Garonne) (Boni loci 1268) et Bonloc.

## Histoire
Le nom de Bouloc signifie « Bon lieu ». Ce petit village du Sud-Ouest de la France, est situé sur la route gallo-romaine du Clermontois. Ce village fut à l'origine un prieuré séculier dépendant de l'abbaye bénédictine de Charroux (dans la Vienne). Depuis l'arrêt du mois de mai 1600 rendu par le parlement de Toulouse, l'église est désormais attribuée à la chartreuse de Cahors qui en possède dès lors la seigneurie.
Seuls deux prieurs de cette église sont connus, à savoir Pierre de la Claverie, sieur de Raugières, chanoine de l'église métropolitaine d'Auch en 1633 et  Étienne Morel, docteur en Sorbonne, chancelier et chanoine de la cathédrale de Cahors (46), vicaire général et official du diocèse en 1723.
Bouloc fait partie du Tarn-et-Garonne depuis 1808. En effet, avant cette date là, le Tarn-et-Garonne n'existait pas. Ce fut Napoléon Ier qui créa ce département en détachant une portion de territoire à chacun des départements voisins.
Le 20 mars 1819, la commune de Saint-Hippolyte a fusionné avec la commune de Bouloc.
Le 20 août 1971, une tornade s'est produite sur le village de Bouloc, engendrant de gros dommages aux habitations présentes sur la trajectoire du phénomène.

## Démographie
Les habitants de la commune sont appelés les Boulocois.

L'évolution du nombre d'habitants est connue à travers les recensements de la population effectués dans la commune depuis 1793. Pour les communes de moins de 10 000 habitants, une enquête de recensement portant sur toute la population est réalisée tous les cinq ans, les populations de référence des années intermédiaires étant quant à elles estimées par interpolation ou extrapolation. Pour la commune, le premier recensement exhaustif entrant dans le cadre du nouveau dispositif a été réalisé en 2004.

En 2022, la commune comptait 189 habitants, en évolution de +0,53 % par rapport à 2016 (Tarn-et-Garonne : +3,12 %, France hors Mayotte : +2,11 %).
| 1793 | 1800 | 1806 | 1821 | 1831 | 1836 | 1841 | 1846 | 1851 |
| ---- | ---- | ---- | ---- | ---- | ---- | ---- | ---- | ---- |
| 720  | 481  | 498  | 599  | 596  | 610  | 630  | 794  | 660  |

| 1856 | 1861 | 1866 | 1872 | 1876 | 1881 | 1886 | 1891 | 1896 |
| ---- | ---- | ---- | ---- | ---- | ---- | ---- | ---- | ---- |
| 612  | 601  | 575  | 556  | 554  | 537  | 490  | 472  | 418  |

| 1901 | 1906 | 1911 | 1921 | 1926 | 1931 | 1936 | 1946 | 1954 |
| ---- | ---- | ---- | ---- | ---- | ---- | ---- | ---- | ---- |
| 401  | 397  | 351  | 294  | 282  | 320  | 310  | 277  | 247  |

| 1962 | 1968 | 1975 | 1982 | 1990 | 1999 | 2004 | 2006 | 2009 |
| ---- | ---- | ---- | ---- | ---- | ---- | ---- | ---- | ---- |
| 220  | 220  | 198  | 190  | 200  | 210  | 210  | 209  | 229  |

| 2014 | 2019 | 2022 | - | - | - | - | - | - |
| ---- | ---- | ---- | - | - | - | - | - | - |
| 194  | 193  | 189  | - | - | - | - | - | - |

## Économie

### Revenus
En 2018, la commune compte 83 ménages fiscaux, regroupant 180 personnes. La médiane du revenu disponible par unité de consommation est de 20 530 € (20 140 € dans le département).

### Emploi
|                | 2008  | 2013   | 2018   |
| -------------- | ----- | ------ | ------ |
| Commune        | 5,9 % | 9,2 %  | 2,8 %  |
| Département    | 8,4 % | 10,2 % | 10,3 % |
| France entière | 8,3 % | 10 %   | 10 %   |

En 2018, la population âgée de 15 à 64 ans s'élève à 106 personnes, parmi lesquelles on compte 67,3 % d'actifs (64,5 % ayant un emploi et 2,8 % de chômeurs) et 32,7 % d'inactifs,. Depuis 2008, le taux de chômage communal (au sens du recensement) des 15-64 ans est inférieur à celui de la France et du département.
La commune est hors attraction des villes,. Elle compte 28 emplois en 2018, contre 41 en 2013 et 29 en 2008. Le nombre d'actifs ayant un emploi résidant dans la commune est de 71, soit un indicateur de concentration d'emploi de 38,9 % et un taux d'activité parmi les 15 ans ou plus de 42,9 %.
Sur ces 71 actifs de 15 ans ou plus ayant un emploi, 22 travaillent dans la commune, soit 31 % des habitants. Pour se rendre au travail, 83,3 % des habitants utilisent un véhicule personnel ou de fonction à quatre roues, 7 % s'y rendent en deux-roues, à vélo ou à pied et 9,7 % n'ont pas besoin de transport (travail au domicile).

### Activités hors agriculture
15 établissements sont implantés  à Bouloc-en-Quercy au 31 décembre 2019.
Le secteur de l'industrie manufacturière, des industries extractives et autres est prépondérant sur la commune puisqu'il représente 33,3 % du nombre total d'établissements de la commune (5 sur les 15 entreprises implantées  à Bouloc-en-Quercy), contre 9,6 % au niveau départemental.

### Agriculture
Le nombre d'exploitations agricoles en activité et ayant leur siège dans la commune est de 15 lors du recensement agricole de 2020 et la surface agricole utilisée de 690 ha,.

## Culture locale et patrimoine

### Lieux et monuments
- Vestiges de la chapelle Saint-Caprais, inscrite au titre des monuments historiques en 1971[34].
- Église de la Transfiguration de Bouloc-en-Quercy.

### Personnalités liées à la commune
Marina Știrbei (en), aviatrice roumaine pendant la Seconde Guerre mondiale, est décédée le 15 juillet 2001 à Bouloc-en-Quercy.

## Pour approfondir